# Шишацкий, Пётр Яковлевич
Шишацкий Пётр Яковлевич (4 февраля 1906, Россия — 30 марта 1942, д. Вериговщина) — лётчик-истребитель, гвардии старший лейтенант.

## Биография
Принимал участие в Великой Отечественной войне в качестве лётчика-истребителя. С начала 1941 года вступил в ряды 13-го (4-го Гвардейского) истребительного полка Краснознамённого Балтийского флота. Присвоено звание старшего лейтенанта, командовал звеном, а также был заместителем командира 1-й эскадрильи. За весь боевой путь им было совершено 363 вылета. Вылетов для поражение наземных и морских целей противника при помощи стрелково-пушечного вооружения совершил 30 раз. Шишацкий сбил 7 самолётов противника в 46 воздушных боях.
30 марта 1942 года при совершении вылета на разведку возглавлял шестёрку И-16. Группа советских самолётов была обстреляна зенитной артиллерией недалеко от деревень Вериговщина—Новинка. Лётчик погиб, самолёт был найден в лесу в километре северо-восточнее деревни Вериговщина.

## Награды
- Орден Ленина
- Орден Красной Звезды
- Мемориал Борки (увековечено имя)